# Conodomário

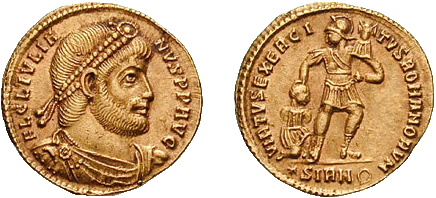
Soldo de Juliano

Conodomário (em latim: Chnodomarius; fl. 352-357) ou Cnodomário foi um rei alamano da gau de Uffgau. Pouco se sabe sobre seu parentesco, exceto que era irmão de Mederico e tio de Agenarico. A primeira menção a ele ocorrem em 352 quando, durante a rebelião de Magnêncio (r. 350–353), Conodomário confrontou e derrotou o césar e irmão do rebelde, Decêncio. Provavelmente esta ação foi orquestrada mediante um acordo secreto entre o rei alamano e o imperador Constâncio II (r. 337–361), contra quem Magnêncio rebelou-se.
Sob sua liderança e de seu sobrinho Agenarico, assim como de vários outros nobres alamanos, tais como Hortário, Suomário, Úrio, Ursicino e Vestralpo, reivindicaram a margem esquerda do rio Reno. Porém a coalização alamana foi derrotada pelo césar Juliano, o Apóstata em 357 na Batalha de Argentorato, nas proximidades de Argentorato (atual Estrasburgo). Feito prisioneiro e levado a Roma, Conodomário morreu alguns anos mais tarde no quartel de tropas estrangeiras no monte Célio.